# Petru (Musteață)
Petru (rodným jménem: Valeriu Musteață; * 29. října 1967, Lupa-Recea) je moldavský duchovní Moldavské pravoslavné církve a arcibiskup unghenský a nisporenský.

## Život a vzdělání
Narodil se 29. října 1967 v moldavské vesnici Lupa-Reča (mold. Lupa-Recea). Navštěvoval střední školu v obci Codreanca. Také zde navštěvoval chrám svatého Michaela, kde působil jako sexton a čtec. V letech 1986–1988 sloužil v řadách Sovětské armády. Roku 1988 vstoupil do Oděského duchovního semináře, který dokončil roku 1992. Stejného roku byl postřižen na monacha se jménem Petru k poctě apoštola svatého Petra. V letech 1994–1998 studoval na Kyjevské duchovní akademii. Roku 1999 dokončil právnickou fakultu na Moldavské státní univerzitě.

## Církevní kariéra
- Dne 12. července 1992 byl metropolitou kišiněvským a celého Moldavska Vladimirem (Cantareanem) vysvěcen na hierodiakona a 28. srpna na hieromonacha.
- Dne 10. září 1992 byl jmenován duchovním ženského monastýru Hîncu v obci Bursuc. Dne 12. července 1993 byl povýšen na igumena.
- Roku 1995 jmenován ředitelem sirotčince v monastýru.
- V listopadu 1995 byl metropolitou Vladimirem (Cantareanem) povýšen na archimandritu.
- V letech 1997–2000 působil jako předseda metropolitního oddělení monastýrů a mnišského života v rámci moldavské metropolie. Mezitím od roku 1998 byl děkanem farností okresu Ungheni.
- Roku 2004 byl jmenován předsedou eparchiálního soudu.
- Dne 6. října 2005 byl Svatým synodem vybrán za vikáře eparchie Kišiněv s titulem biskup nisporenský. Jmenování proběhlo 12. listopadu 2005 a biskupská chirotonie proběhla o den později. Hlavním světitelem byl patriarcha Alexij II.
- Dne 6. října 2006 byl jmenován biskupem unghenským a nisporenským. Dne 21. srpna 2007 byl jmenován vikářem eparchie Kišiněv s titulem biskup hâncuský.
- Dne 24. prosince 2010 byl znovu zvolen biskupem eparchie Ungheni a Nisporeni.
- Na konci června 2011 byl jmenován předsedou Synodální komise pro kanonizaci svatých Moldavské země.
- Dne 26. prosince 2012 se stal představeným mužského monastýru Hîrbovăț.
- Dne 16. května 2021 byl v chrámu Krista Spasitele v Moskvě patriarchou moskevským Kirillem povýšen na arcibiskupa.

## Řády a vyznamenání

### Církevní
- 1996 – Řád svatého apoštolům rovného velkoknížete Vladimíra 3. třídy
- 2002 – Jubilejní medaile "10 let charkovského sobora"
- 2002 – Řád přepodobného Nestora Letopisce 2. třídy

### Světské
- 2000 – Řád pracovní slávy (Moldavsko)
- Řád Bogdana Zakladatele
- Řád cti (Moldavsko)